# Kölner CfR
Der Kölner CfR (offiziell: Kölner Club für Rasenspiele 1899 e. V.) war ein Sportverein aus Köln. Die erste Fußballmannschaft spielte vier Jahre in der seinerzeit erstklassigen Gauliga Mittelrhein und nahm zweimal am Tschammerpokal, dem Vorläufer des DFB-Pokals teil.

## Geschichte
Der Verein wurde im Mai 1899 von unzufriedenen Mitgliedern der Kölner Turnerschaft als FC Borussia Köln gegründet. Am 12. Juni 1901 spalteten sich wiederum unzufriedene Mitglieder der Borussia als Kölner BC 01 ab, aus dem 1948 der 1. FC Köln wurde. Der FC Borussia Köln wiederum nahm am 3. Mai 1914 den Namen Kölner CfR an.
Der FC Borussia gehörte 1902 zu den Mannschaften, die erstmals Meisterschaftsspiele in Westdeutschland austrugen. Nach vier Jahren Erstklassigkeit stieg die Borussia ab und kehrte vier Jahre später zurück. Es folgte die erfolgreichste Zeit als FC Borussia. 1911 und 1912 wurden die Kölner jeweils Vizemeister hinter Jugend Düren, bevor sich die Borussia 1913 die Staffelmeisterschaft sicherte. In den Endspielen um die rheinische Südkreismeisterschaft trafen die Kölner auf Union Düsseldorf und trennten sich 3:3 nach Verlängerung. Das Wiederholungsspiel gewannen die Düsseldorfer mit 2:1 nach Verlängerung.
Nach dem Ende des Ersten Weltkrieges spielte der mittlerweile in Kölner CfR umbenannte Verein durchgängig in der höchsten Spielklasse und erreichten stets vordere Plätze, ohne dabei jedoch ernsthaft um die Meisterschaft mitzuspielen. Torhüter Karl Zolper absolvierte 1925 sein erstes und einziges Länderspiel für die deutsche Nationalmannschaft. Erst 1927 sicherten sich die Rasenspieler die Rheinbezirksmeisterschaft nach einem 4:1-Sieg im Entscheidungsspiel gegen den SV Odenkirchen 07. Die Kölner erreichten damit die Westdeutsche Meisterschaft und trafen dabei auf den Duisburger SpV, den FC Schalke 04, Fortuna Düsseldorf, den SV Kurhessen Kassel, Arminia Bielefeld und den Hagener SC 05. Die Rasenspieler wurden mit einem Sieg und einem Unentschieden Vorletzter.
In den folgenden Jahren rutschten die Kölner ins Mittelfeld der Tabelle zurück und qualifizierten sich 1933 nur mit viel Glück für die neu geschaffene Gauliga Mittelrhein. Nach einem Jahr Mittelmaß sicherten sich die Rasenspieler 1935 die Vizemeisterschaft hinter dem VfR Köln 04 rrh. Ebenfalls im Jahre 1935 musste der Verein seinen Sportplatz an der Amsterdamer Straße nach einem Hochwasser aufgeben. Der Verein spielte vonan in der Riehler Radrennbahn und sicherte sich in der Saison 1935/36 prompt die Gaumeisterschaft. Damit qualifizierten sich die Kölner für die deutsche Meisterschaftsendrunde, wo sie in der Gruppenphase auf Fortuna Düsseldorf, den SV Waldhof 07 und den FC Hanau 93 trafen.
Die ersten vier Spiele gingen allesamt verloren, ehe die Rasensportler die für die Mannschaft bedeutungslosen letzten zwei Spiele gewann. Zweimal nahm der Verein am Tschammerpokal teil. In der ersten Runde der Saison 1935 scheiterten die Kölner in der ersten Runde mit 3:4 nach Verlängerung an Hannover 96. Ein Jahr später traf der CfR auf den Lokalrivalen SSV Vingst 05 und erreichten ein torloses Remis nach Verlängerung. Im Wiederholungsspiel gewann Vingst deutlich mit 8:3. Am 13. Juli 1937 fusionierte der Kölner CfR mit dem Kölner SC 1899, nachdem beide Vereine an ihre sportlichen und wirtschaftlichen Grenzen gestoßen waren. Dieser Verein wiederum fusionierte am 1. Juli 2013 mit dem FSV Köln-Nord 1991 zum 1. FSV Köln 1899.

## Persönlichkeiten
- Ludwig Leinberger
- Karl Zolper